# Karl Andersson (keramiker)
Karl Andersson, född 1880, död 1962, var en svensk drejmästare och företagare.
Andersson var anställd som keramiker vid Höganäs keramikverkstad från slutet av 1890-talet och arbetade vid företaget fram till 1909. Tillsammans med glasyrmästaren Sigfrid Johansson startade han keramikverkstaden Andersson & Johansson i Höganäs 1910. Företagets produkter låg stilmässigt mycket nära de föremål som tillverkades vid Höganäsbolaget, men var ofta försedda med mer färg. Förutom rena bruksföremål tillverkades prydnadssaker, figuriner och miniatyrer som formgavs av John Andersson. Under 1956 köper man konkurrent företaget Nyman & Nyman och byter då namn på de båda företagen till Andersson & Johansson - Höganäs Keramik ytterligare ett namnbyte sker efter att Höganäsbolaget 1967 ändrade sitt namn till Höganäs AB, vilket betydde att man kunde korta ner sitt namn till Höganäs Keramik. Under 1988 slås företaget ihop med Boda Nova som 2008 lägger ner fabriken och flyttar produktionen till Thailand.